# Johan Hendrik Kruseman

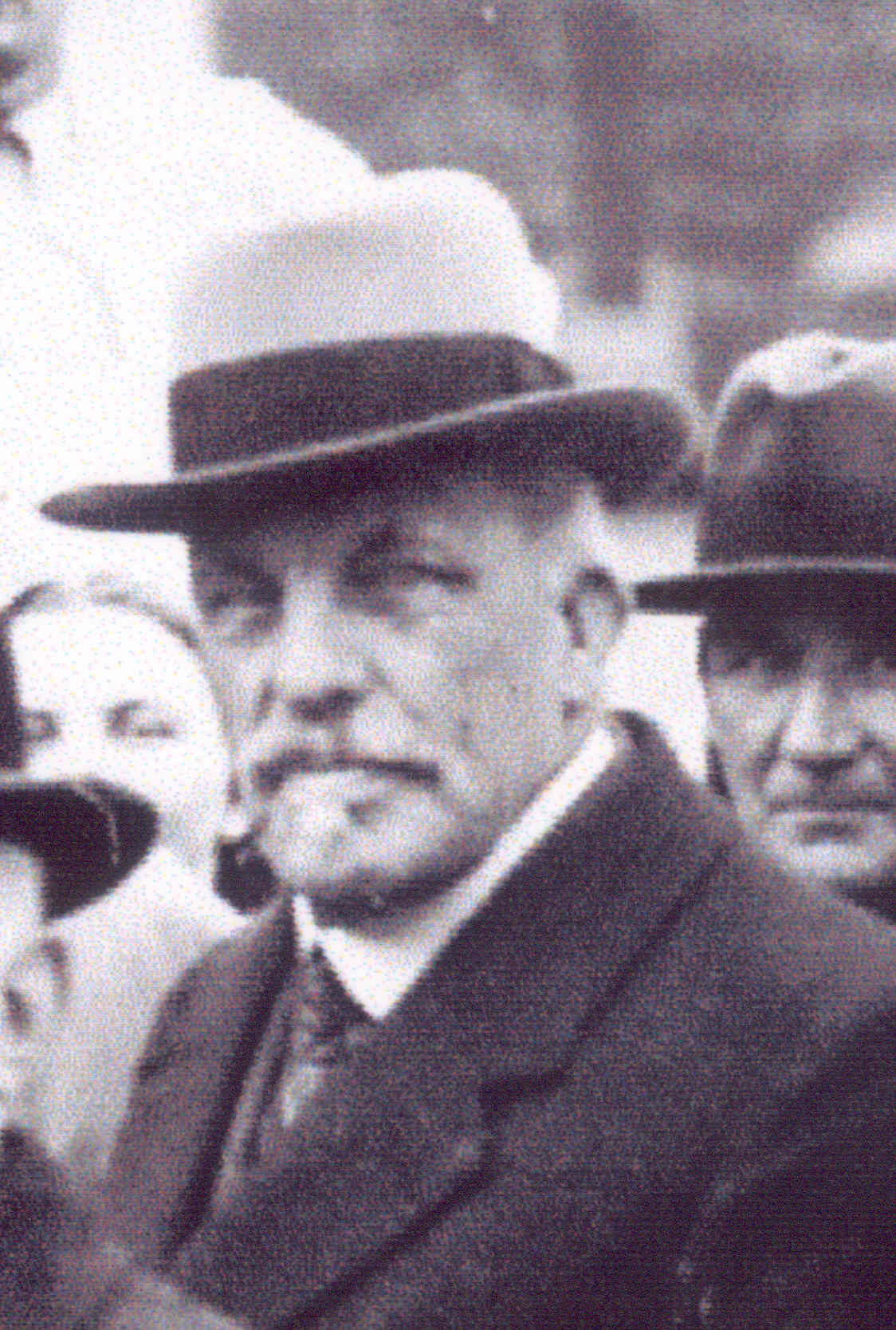
Johan Hendrik Kruseman (1866-1940) 1935

Johan Hendrik Kruseman (Amsterdam, 9 maart 1866 – Warmond, 18 november 1940) was bloembollenteler.
Kruseman werd in 1866 te Amsterdam geboren als zoon van Jan Alexander Kruseman (1828-1880) en Geertruida Elisabeth Bakhoven. In 1887 vestigde hij zich in Warmond en begon een bloembollenteelt in een gehuurd pand aan de Herenweg nr. 54. Hier woonde hij, levenslang vrijgezel, met zijn zusters Paulina Wilhelmina en Aletta Johanna. In 1894 kocht hij voor tienduizend gulden deze tuinmanswoning. Bij deze woning hoorde onder andere een stalling, koetshuis, moestuin, oranjerie, een broeikas met dertien ramen, een broeibak met zes ramen, een boomgaard en teelgrond. Het geheel had een oppervlakte van anderhalve hectare.
Toen in 1902 de plaatselijke Coöperatieve spaar- en voorschotbank voor land- en tuinbouw werd opgericht werd Kruseman op de oprichtingsvergadering tot kassier gekozen. De nieuwe bank werd daarop bij hem aan huis gevestigd.
In 1935 bedankte Kruseman om gezondheidsredenen als kassier en de bank verhuisde naar Dorpsstraat 24.
Van 1906 tot 1913 en van 1915 tot 1920 was Kruseman lid van de gemeenteraad. Het was op zijn voorstel dat in 1918, met het oog op het opkomende watertoerisme, werd besloten de straten te voorzien van naambordjes. Hij was ook op andere gebieden actief in het leven van de gemeente. Zo was hij nauw betrokken bij de oprichting, in 1891, van een Warmondse afdeling van de Koninklijke Algemeene Vereeniging voor Bloembollencultuur, waarvan hij bestuurslid werd en was hij vanaf 1903 bestuurslid van de Warmondse IJsclub.
Uit erkenning voor zijn verdienste voor Warmond besloot het college van burgemeester en wethouders van de gemeente Teylingen, waartoe Warmond tegenwoordig behoort, op 29 april 2008 op voorstel van het Historisch Genootschap Warmelda een straat naar hem te vernoemen op het terrein dat vroeger zijn eigendom was.